# Ardmore (Oklahoma)
Ardmore é uma cidade localizada no estado norte-americano de Oklahoma, no Condado de Carter.

## Demografia
Segundo o censo norte-americano de 2000, a sua população era de 23.711 habitantes. 
Em 2006, foi estimada uma população de 24.535, um aumento de 824 (3.5%).

## Geografia
De acordo com o United States Census Bureau tem uma área de 
129,5 km², dos quais 127,2 km² cobertos por terra e 2,3 km² cobertos por água.

## Localidades na vizinhança
O diagrama seguinte representa as localidades num raio de 24 km ao redor de Ardmore. 